# Stilpnonotus cupripennis
Stilpnonotus cupripennis is een keversoort uit de familie Mycteridae. De wetenschappelijke naam van de soort is voor het eerst geldig gepubliceerd in 1860 door Pascoe.